# Christine Christiansen
Christine Christiansen (1966-2009), også kendt som Chris C., var en dansk sangerinde, der medvirkede i Cut'N'Moves indledende år, men som forlod bandet inden dets gennembrud. Hun modtog en guldplade for sit bidrag til det første album. Hun medvirkede blandt andet på Cut'N'Moves debutnummer "Get Serious".
Chris C havde et stort musikalsk talent, men den sidste del af hendes liv blev delvist ødelagt af en bipolar lidelse med hyppige indlæggelser. Hun havde i perioder også problemer med alkohol- og hashmisbrug. Men i 2001 var hun medforfatter til Ungdoms-MGP-sangen "Du kan sige ja-ja", og i de sidste år af livet var hun fri af sit misbrug. Ligeledes blev hun dedikeret kristen.
Hun døde af kræft den 7. april 2009.
 Der er for få eller ingen kildehenvisninger i denne artikel, hvilket er et problem. Du kan hjælpe ved at angive troværdige kilder til de påstande, som fremføres i artiklen.